# Keats and His Nightingale: A Blind Date
Keats and His Nightingale: A Blind Date (frei übersetzt: Keats und seine Nachtigall: Ein Blind Date) ist ein US-amerikanischer Dokumentar-Kurzfilm von Jim Wolpaw aus dem Jahr 1985, für und mit dem Wolpaw und der Produzent des Films Michael Crowley für einen Oscar nominiert waren.

## Inhalt

John Keats, gemalt von William Hilton

Der Film setzt sich mit dem britischen Dichter John Keats (1795–1821) auseinander, der neben Lord Byron und Percy Bysshe Shelley zu den bedeutendsten Vertretern der zweiten Generation der englischen Romantik zählt. Im Film werden auch Personen interviewt, die sich teils dahingehend äußern, dass sie Gedichte nicht gern lesen würden, weil sie Schwierigkeiten damit hätten, zu verstehen, was der Dichter damit sagen wolle, und sie selbst keinen Sinn in den Worten erkennen könnten. Ihre Aussage bezieht sich dabei besonders auf Keats Ode to a Nightingale, die deutlicher als seine anderen Gedichte Auswirkungen von Keats Opiumerfahrungen beinhaltet. Laut Keats Freund Charles Armitage Brown hatte eine Nachtigall in einem Pflaumenbaum in der Nähe des Hauses gebaut, in dem Keats sich zu der Zeit mit Brown aufhielt. Inspiriert vom Gesang des Vogels soll Keats das Gedicht an einem Tag verfasst habe. Es ist eines der am häufigsten in Anthologien veröffentlichten Gedichte in englischer Sprache. Das Gedicht endet damit, dass akzeptiert wird, dass Freude nicht ewig währt und dass der Tod ein unvermeidlicher Teil des Lebens ist. Vergänglichkeit und Sterblichkeit war für Keats zu diesem Zeitpunkt besonders relevant.
Keats Mutter starb, ebenso wie sein jüngerer Bruder Tom an Tuberkulose, der auch John Keats im Alter von nur 25 Jahren erlag.
Wolpaws offenbart in seinem Film Sinn für Humor, indem er mit einem schnellen Schnitt von Hockeyteams zu den Poesie-Olympiaden wechselt und den traditionellen Film über Dichter und ihre Poesie persifliert. Es wird deutlich, dass Wolpaw die Komplexität von Keats Ode schätzt.

## Produktionsnotizen
Produziert wurde der Film von Rhode Island Council for the Humanities, vertrieben von Picture Start. Gedreht wurde der Film in Westport in Massachusetts in den USA.

## Auszeichnung
Academy Awards 1986
- Nominiert für den Oscar Michael Crowley und Jim Wolpaw (als James Wolpaw) in der Kategorie „Bester Dokumentar-Kurzfilm“